# Ingwë
Ingwë is een fictief persoon uit het oeuvre van de Engelse schrijver J.R.R. Tolkien.
Ingwë betekent eerste of hoofd in het Quenya.
Hij werd geboren bij Cuiviénen in Midden-aarde en was samen met Elwë en Finwë een van de drie eerste elfen die met de Vala Oromë meegingen naar Valinor. Bij terugkomst in Midden-aarde overreedde hij zijn volk, de Vanyar, om zich te gaan vestigen in Valinor en hij werd uitgeroepen tot hun leider.
Hij werd ook door de andere elfenvolkeren erkend en hij was de Hoge Koning van alle elfen op Arda. Hij werd toen Ingwë Ingweron genoemd, het hoofd der stamhoofden. Ingwë woont in Valinor op de berg Taniquetil, onder de woning van Manwë, de Hoge Koning van heel Arda.